# Quadrans Muralis

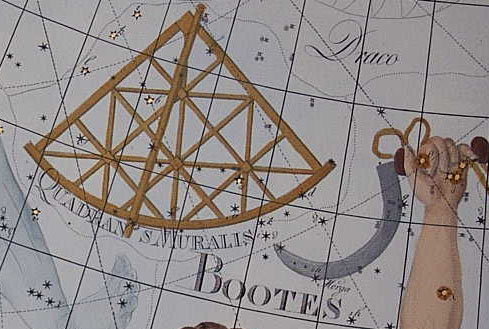
La constelación de Quadrans.

Quadrans Muralis o el Cuadrante Mural fue una constelación creada por Joseph Lalande en 1795 a partir de estrellas al norte de Bootes. La estrella principal era la variable CL Draconis, de magnitud aparente 4,95. La constelación representa el cuadrante, un antiguo instrumento astronómico que servía, junto con el octante y el sextante, para observar la posición de las estrellas.
Si bien la constelación ya no es reconocida por los astrónomos, le ha dado su nombre a la lluvia anual de meteoros conocida como Quadrántidas o Cuadrántidas, que irradia desde esta zona cada mes de enero.